# Nepeta tuberosa subsp. tuberosa
Nepeta tuberosa subsp. tuberosa é uma subespécie de planta com flor pertencente à família Lamiaceae.

## Portugal
Trata-se de uma subespécie presente no território português, nomeadamente em Portugal Continental.
Em termos de naturalidade é nativa da região atrás indicada.

## Protecção
Não se encontra protegida por legislação portuguesa ou da Comunidade Europeia.